# Джалдхака (река)
Джалдхака, Ди-Чу, также Джальдака, Джхалдака (бенг. জলঢাকা নদী) — река, протекающая через Индию, Бутан и Бангладеш, приток Брахмапутры. Длина реки, по разным данным, составляет 192 или 186 км. Площадь водосборного бассейна — 4098 км².
Джалдхака вытекает из озера Беланг-Цо в Сиккиме. В Бенгалии протекает через округа Калимпонг, Алипурдур, Куч-Бихар Дарджилинг, Джалпаигуру. Впадает в Брахмапутру в бангладешском округе Куриграм.
Основные притоки — Мурти, Наксал-Кхола, Сутунга, Джарда, Диана, Муджнаи.
В реке обитают 119 видов рыб, относящихся к 72 родам 29 семейств. Преобладают карпообразные — 47 видов.

## Наводнения

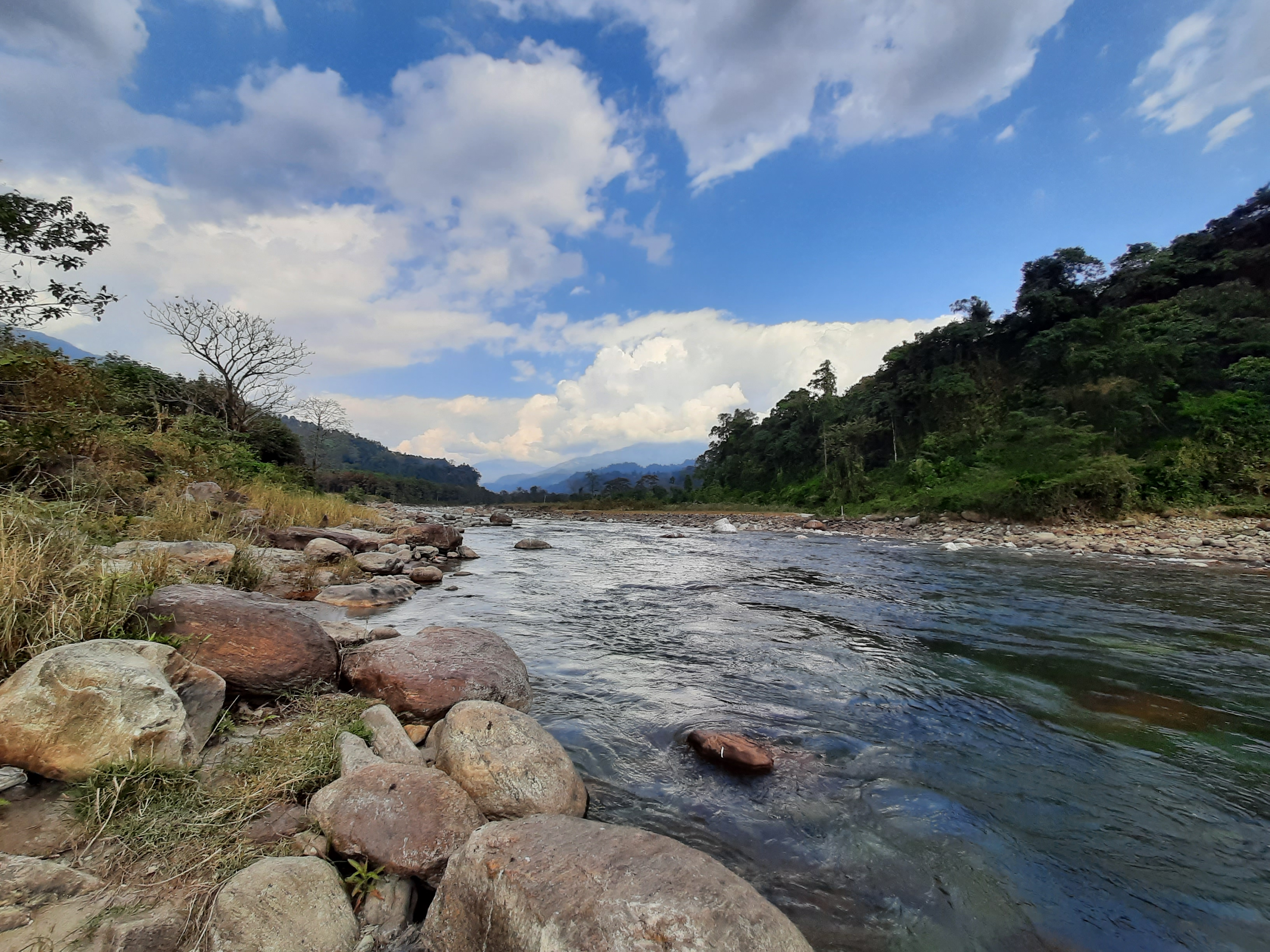
Река Джалдхака. Граница между Индией и Бутаном.

Река Джалдхака вместе с рекой Тиста неоднократно вызывали крупные наводнения в Бангладеше в сезон муссонов с июня по сентябрь. Расход воды во время наводнений может достигать 357600 м³/с. В 1972 г уровень воды в реке поднялся на 49,6 метра.